# Gary Chapman (glazbenik)
Gary Chapman (Waurika, SAD, 19. kolovoza 1957.), suvremeni je kršćanski glazbenik i bivši televizijski voditelj. Rođen je u Oklahomi, a odrastao u Texasu. Živi i radi u Nashvilleu.

## Diskografija

### Albumi
| Godina | Album                                           | Pozicija na top ljestvici | Pozicija na top ljestvici | Pozicija na top ljestvici | Izdavač     |
| Godina | Album                                           | US CCM                    | US                        | US Heat                   | Izdavač     |
| ------ | ----------------------------------------------- | ------------------------- | ------------------------- | ------------------------- | ----------- |
| 1981   | Sincerely Yours                                 |                           |                           |                           | Lamb & Lion |
| 1983   | Happenin'... Live                               |                           |                           |                           | Lamb & Lion |
| 1987   | Everyday Man                                    | 26                        |                           |                           | Reunion     |
| 1994   | The Light Inside                                | 10                        |                           |                           | Reunion     |
| 1996   | The Early Years                                 |                           |                           |                           | Lamb & Lion |
| 1996   | Shelter                                         | 7                         | 192                       | 12                        | Reunion     |
| 1997   | This Gift                                       | 16                        |                           | 16                        | Reunion     |
| 1998   | Hymns from the Ryman                            |                           |                           |                           | Word        |
| 1999   | Outside                                         |                           |                           |                           | Reunion     |
| 2002   | The Best of Gary Chapman: After God's Own Heart |                           |                           |                           | Reunion     |
| 2002   | Circles and Seasons                             |                           |                           |                           | Word        |

### Singl ploče
| Godina | Singl ploča                              | US Country | Album        |
| ------ | ---------------------------------------- | ---------- | ------------ |
| 1988   | "When We're Together (Love's So Strong)" | 60         | Everyday Man |
| 1988   | "Everyday Man"                           | 76         | Everyday Man |